# Michael Joseph Mahony
Michael Joseph Mahony (* 11. April 1951 in Sydney, Australien) ist ein australischer Biologe. Seine Forschungsschwerpunkte sind die Naturschutzbiologie, die Zytogenetik und die Genetik der Australischen Südfrösche.

## Leben
Mahony ist der Sohn von Vincent Patric und Margaret Mary Mahony, geborene McCarney. Von 1984 bis 1985 war er wissenschaftlicher Mitarbeiter in einem zytogenetischen Labor im Prince of Wales Hospital in Sydney. 1986 wurde er mit der Dissertation Cytogenetics of myobatrachid frogs an der Macquarie University in Sydney zum Ph.D. in Biologie promoviert. Von 1986 bis 1990 arbeitete er als Postdoktorand und wissenschaftlicher Mitarbeiter am South Australian Museum in Adelaide. Im März 1990 heiratete er Leanne Kaye Pattinson. Aus dieser Ehe gingen ein Sohn und eine Tochter hervor. Von 1991 bis 1995 war er Dozent und seit 1996 ist er Professor an der University of Newcastle. Von 1995 bis 1997 war Mahony Koordinator für New South Wales der Species Survival Commission für gefährdete Frösche der International Union for Conservation of Nature. Von 1996 bis 1997 war er Mitglied des technischen Beratungsgremiums für regionale Forstbewertung in New South Wales.
Von 1995 bis 1997 war er Mitglied im Nationalpark-Beirat von New South Wales. Von 1994 bis 1997 war er Mitglied im Gesamtverwaltungsausschuss von Lake Macquarie City. Von 1996 bis 1997 war er Mitgliedsbeirat in der olympischen Koordinationsbehörde in Sydney.
Aktuelle Mitgliedschaften hat Mahony in der Australian Genetics Society, in der Australian Herpetological Society, in der Australian Wildlife Management Society und in der Australian Ecological Society.
Zu den von Mahony beschriebenen Froschlurchen zählen Litoria daviesae, Litoria jungguy, Litoria sibilus, Neobatrachus albipes, Neobatrachus kunapalari, Mixophyes coggeri, Spicospina flammocaerulea, Uperoleia glandulosa, Assa wollumbin sowie die ausgestorbene Art Rheobatrachus vitellinus.

## Dedikationsnamen
Mahony zu Ehren wurde 2016 der Froschlurch Uperoleia mahonyi aus der Familie der Australischen Südfrösche (Myobatrachidae) benannt.